# Serie B 1929/1930
Soutěžní ročník Serie B 1929/1930 byl 1. ročník druhé nejvyšší italské fotbalové ligy co se hrál v jedné skupině ve formátu každý s každým. Konal se od 6. října 1929 do 6. července 1930. Zúčastnilo se jí nově 18 klubů. Soutěž vyhrál a postup do nejvyšší ligy Casale. Spolu s ním postoupilo i Legnano.
Nejlepším střelcem se stal italský hráč Luigi Demarchi (Casale), který vstřelil 26 branek.

## Události
První ročník druhé ligy vznikl jako přímý důsledek založení šampionátu Serie A, která nahradila starou národní divizi. Do sezony nastoupily kluby které se umístily na 10. až 16. místě ve dvou skupinách z minulé sezony 1928/1929. Dále se k nim připojily kluby z nižší ligy: vítěz jižního mistrovství Lecce a Monfalconese, Parma a Spezia z První divize (3. liga).
Druhou ligu vyhrálo o tři body Casale a slavil tak postup do nejvyšší ligy. Druhé skončilo Legnano a také postoupilo. Naopak Biellese, Reggiana, Prato a Fiumana sestoupilo do První divize (3. ligy).

## Účastníci
| Klub         | Město             | Stadion                      | Trenér                                     | Minulá sezona                    |
| ------------ | ----------------- | ---------------------------- | ------------------------------------------ | -------------------------------- |
| Atalanta     | Bergamo           | Stadio Mario Brumana         | Aldo Cevenini                              | 14. místo ve Skupině A           |
| Bari         | Bari              | Campo degli Sports           | Josef Uridil                               | 13. místo ve Skupině A           |
| Benátky      | Benátky           | Stadio Pier Luigi Penzo      | Rudolf Stanzel                             | 11. místo ve Skupině B           |
| Biellese     | Biella            | Campo Sportivo Rivetti       | Quinto Meola (1.–?. kolo) Giuseppe Milano  | 10. místo ve Skupině B           |
| Casale       | Casale Monferrato | Stadio Natale Palli          | Angelo Mattea                              | 10. místo ve Skupině A           |
| Fiorentina   | Florencie         | Stadio Velodromo Libertas    | Károly Csapkay                             | 16. místo ve Skupině B           |
| Fiumana      | Rijeka            | Stadio del Littorio          | Imre Pozsonyi                              | 14. místo ve Skupině B           |
| La Dominante | Janov             | Stadio del Littorio          | Augusto Rangone                            | 11. místo ve Skupině A           |
| Lecce        | Lecce             | Stadio Achille Starace       | Ferenc Plemich                             | Vítěz Jižního mistrovství        |
| Legnano      | Legnano           | Stadio di via Carlo Pisacane | Luigi Barbesino                            | 16. místo ve Skupině A           |
| Monfalconese | Monfalcone        | Campo Costanzo Ciano         | Otto Krappan                               | 1. místo ve skupině C ve 3. lize |
| Novara       | Novara            | Campo di via Lombroso        | Enrico Patti                               | 12. místo ve Skupině A           |
| Parma        | Parma             | Stadio Ennio Tardini         | Emilio Grossi                              | 1. místo ve skupině B ve 3. lize |
| Pistoiese    | Pistoia           | Stadio Monteoliveto          | Árpád Hajós                                | 8. místo ve Skupině B            |
| Prato        | Prato             | Campo Vittorio Veneto        | György Kőszegi                             | 15. místo ve Skupině A           |
| Reggiana     | Reggio Emilia     | Stadio Mirabello             | Severino Taddei                            | 15. místo ve Skupině B           |
| Spezia       | La Spezia         | Stadio Alberto Picco         | James Broad (1.–17. kolo) Attilio Maggiani | 1. místo ve skupině A ve 3. lize |
| Verona       | Verona            | Campo di Borgo Venezia       | András Kuttik                              | 11. místo ve Skupině B           |

## Tabulka
| Poř. | Tým          | Z  | V  | R  | P  | VG | OG | B   |
| ---- | ------------ | -- | -- | -- | -- | -- | -- | --- |
| 1.   | Casale       | 34 | 22 | 5  | 7  | 84 | 39 | 49  |
| 2.   | Legnano      | 34 | 19 | 8  | 7  | 56 | 31 | 46  |
| 3.   | La Dominante | 34 | 18 | 6  | 10 | 53 | 53 | 42  |
| 4.   | Fiorentina   | 34 | 16 | 8  | 10 | 64 | 39 | 40  |
| 5.   | Pistoiese    | 34 | 17 | 6  | 11 | 46 | 36 | 40  |
| 6.   | Verona       | 34 | 17 | 5  | 12 | 48 | 47 | 39  |
| 7.   | Benátky      | 34 | 17 | 4  | 13 | 60 | 58 | 38  |
| 8.   | Atalanta     | 34 | 11 | 15 | 8  | 37 | 26 | 37  |
| 9.   | Bari         | 34 | 16 | 4  | 14 | 72 | 40 | 36  |
| 10.  | Novara       | 34 | 15 | 6  | 13 | 63 | 41 | 36  |
| 11.  | Monfalconese | 34 | 16 | 3  | 15 | 57 | 44 | 35  |
| 12.  | Parma        | 34 | 12 | 8  | 14 | 38 | 57 | 32  |
| 13.  | Lecce        | 34 | 11 | 8  | 15 | 39 | 44 | 30  |
| 14.  | Spezia       | 34 | 12 | 6  | 16 | 36 | 54 | 30  |
| 15.  | Biellese     | 34 | 11 | 3  | 20 | 34 | 58 | 25  |
| 16.  | Reggiana     | 34 | 8  | 7  | 19 | 45 | 75 | 23  |
| 17.  | Prato        | 34 | 5  | 7  | 22 | 27 | 71 | 17  |
| 18.  | Fiumana      | 34 | 6  | 5  | 23 | 26 | 72 | 16* |

Poznámky
- Z = Odehrané zápasy; V = Vítězství; R = Remízy; P = Prohry; VG = Vstřelené góly; OG = Obdržené góly; B = Body
- za výhru 2 body, za remízu 1 bod, za prohru 0 bodů.
- při rovnosti bodů rozhodoval rozdíl mezi vstřelených a obdržených branek.
- klubu Fiumana byl odečten 1 bod.

|  | Postup do Serie A      |
|  | Sestup do První divize |

## Střelecká listina
| Pořadí | Jméno           | Klub     | Branky |
| ------ | --------------- | -------- | ------ |
| 1.     | Luigi Demarchi  | Casale   | 26     |
| 2.     | Angelo Mattea   | Casale   | 21     |
| 3.     | Venuto Lombatti | Reggiana | 20     |